# بورانوو (شهرستان اوست-کالمانسکی، سرزمین آلتای)
بورانوو (به لاتین: Buranovo) یک منطقهٔ مسکونی در روسیه است که در سرزمین آلتای واقع شده‌است.